# Edmond Jouve
Pour les articles homonymes, voir Jouve.
Edmond Jouve est un politologue français né le 14 septembre 1937 à Nadaillac-de-Rouge (Lot).

## Biographie

### Formation
Edmond Jouve est docteur en science politique (1966).

### Carrière universitaire
Edmond Jouve est professeur émérite de science politique de la faculté de droit de l'université René-Descartes. Il a dirigé, dans cette université, le diplôme d'études approfondies Droit de l'économie internationale et du développement, ainsi que l'Observatoire des relations internationales, du développement et de la francophonie.
Il est président de l'Académie des sciences d'Outre-Mer. Il est secrétaire perpétuel de l'Académie des arts, lettres et sciences de Languedoc[Quand ?].
Ancien secrétaire général de l'Association des écrivains de langue française (ADELF), il en est le président d'honneur. Il a créé les colloques internationaux du pays de Quercy qui se tiennent tous les ans depuis 1991.
Dans le cadre de ses activités universitaires, il a organisé des tables rondes à Antalya (Turquie) en 1996, à Sanaa (Yémen) en 1997, à Manille (Philippines) en 1998, à Amman (Jordanie) et à Bagdad (Irak) en février 2000, à Canberra et à Brisbane (Australie) en avril-mai 2000. Il a aussi effectué des missions dans plus de cent  vingt pays du Nord (États-Unis, Canada, Japon, Europe) ou du Sud (Afrique, Asie, Amérique latine, Océanie). Théoricien du tiers-mondisme, Edmond Jouve a été également pendant de nombreuses années professeur de droit international à l’Institut libre d’étude des relations internationales (ILERI).
Edmond Jouve a écrit de nombreux livres, codirigé des ouvrages et collaboré à plus de cinquante publications. Il a écrit plus de quarante articles scientifiques et préfacé vingt-deux ouvrages.
Edmond Jouve est intervenu dans la rédaction de la constitution du Burkina Faso en 1991 selon le journaliste Vincent Hugeux en conseillant Blaise Compaoré sur le nombre de mandats. Il intervient ensuite dans ce pays au travers des missions d'observation électorale de la Francophonie en 1997, 1998, 2002 et 2005, alors qu'une bataille politique continue sur le nombre de mandats.
Il est membre du comité de parrainage de la Coordination française pour la Décennie de la culture de non-violence et de paix.

### À l'international
En 2004, Edmond Jouve publie un livre d'entretiens avec Mouammar Kadhafi aux éditions de l'Archipel (intitulé Mouammar Kadhafi. Dans le concert des nations. Libres propos et entretiens avec Edmond Jouve).
Edmond Jouve est un des rares universitaires français à entretenir encore aujourd'hui des liens avec la Corée du Nord. Il a commencé ses voyages en Corée du Nord en 1983, alors qu'un réchauffement des relations diplomatiques s'esquissait entre Pyongyang et Paris. L'ouverture du régime n'a jamais eu lieu mais Jouve poursuit ses visites en Corée du Nord, toujours sur un ton bienveillant envers le régime, jusqu'à devenir un propagandiste de Pyongyang.

## Publications
- Le Général de Gaulle et la construction de l’Europe (LGDJ, 1967, 2 vol.).
- Relations internationales du Tiers Monde et droit des peuples (Berger-Levrault, 1979, 2e éd.).
- L’Organisation de l’unité africaine (PUF, 1984).
- Les Nouveaux Parlementaires européens (Économica, 1984).
- Le Tiers Monde dans la vie internationale (Berger-Levrault, 1986).
- Le Droit des peuples (PUF, Que sais-je ?, n° 2315, 1992, 2e éd.).
- Albert Memmi, prophète de la décolonisation (FeniXX réédition numérique, 1992).
- Le Tiers Monde (PUF, Que sais-je ?, n° 2388, 1996, 3e éd.).
- Relations internationales (PUF, 1992).
- Et viendront de nouvelles vendanges..., roman (Berger-Levrault international, 2e éd.).
- Le Monde fascinant des aéroports, livre pour enfants (Berger-Levrault, 1987).
- Mélanges Edmond JOUVE, Bruxelles, Bruylant, 2011.
- Mourad Ben Turkia - Un proscrit dans la République de Ben Ali ( L'Harmattan,2014).
- L'Organisation de l'Unité Africaine, (Presses universitaires de France, 2015).
- Edmond Jouve, passeur d'avenir, Mémoires d'un enfant de Nadaillac-de-Rouge (Édicausse éditions, 2019, 3 tomes)

## Récompenses et distinctions

### Décorations
- Commandeur de la Légion d'honneur
- Commandeur des Arts et Lettres
- Commandeur des Palmes académiques
- Commandeur de l’ordre de Saint-Georges
- Grand officier de l’ordre national du Lion du Sénégal